# Lễ cúng Giàng (người Êđê)
Lễ cúng giàng Êđê là một nghi lễ của đồng bào dân tộc thiểu số Êđê, Tây Nguyên. Theo các truyền thống của tín ngưỡng đa thần, khi tổ chức một nghi lễ nào hay một lễ hội. Thủ tục trước tiên phải cúng Giàng, tiếp đến theo từng nghi lễ làm gì thì thêm các thủ tục cúng các vị thần khác.